# أحمد قاسم العنسي
أحمد قاسم العنسي ولد في محافظة إب 1956م وزير الصحة السابق في اليمن في الفترة 7 ديسمبر 2011م حتى نوفمبر 2014

## المؤهلات العلمية
1. - حصل على الثانوية العامة من مدينة إب عام 1975 - 1976م.
2. - بكالوريوس طب بشري جامعة الإسكندرية جمهورية مصر العربية 2- 85- 1986م.
3. - الخدمة العسكرية الإلزامية بالمستشفى العسكري بصنعاء , مارب 3- 86 – 1987م.
4. - معيد بكلية الطب قسم الباطنية جامعة صنعاء 4- 1991م.
5. - الحصول على الجزء الأول للدكتوراه من جامعة الخرطوم – السودان 5- 1996م.
6. - الحصول على شهادة الدكتوراه في طب الباطنية والقلب جامعة الخرطوم – السودان 6- 2000م.
7. - الحصول على درجة أستاذ مساعد بكلية الطب جامعة صنعاء 7- 2000م.

## الأبحاث العلمية
1. بحث الدكتوراه بعنوان المحصلة النهائية لمرضى جلطات القلب اليمنيين.
2. بحث بعنوان الحمى الروماتزمية وعلاقتها بالمناعة بالاشتراك مع جامعة روما بإيطاليا.

اللغات:- إجادة اللغة الإنجليزية.

## الوظائف التي تقلدها
- مديراً عاماً مساعداِ للشؤون الأكاديمية بهيئة مستشفى الثورة العام 2001 - 2003م.
- مديراً عاماً لهيئة مستشفى الثورة العام في صنعاء 2003 – 2011/7/12م